# Milton Obote
Apollo Milton Obote (Akokoro, 28. prosinca 1924. – Johannesburg, 10. listopada 2005.), ugandski političar. 
Bio je premijer od 1962. do 1966. a predsjednik dva puta - od 1966. do 1971. i od 1980. do 1985.
Odveo je zemlju do neovisnosti od britanskih kolonizatora. Dobio je mjesto premijera, a kasnije je postao predsjednik. Kada je parlament zatražio istragu zbog navodne umiješanosti Obotea i Amina u krijumčarenje zlata i bjelokosti, ukinuo je ustav, zatvorio oporbu, i postao diktator. Amin ga je svrgnuo 1971. Kada je Amin pao 1979., Obote se vratio u zemlju i vladao još pet godina. Kada ga je Yoweri Museveni srušio 1986. pobjegao je u Tanzaniju, pa u Zambiju. Htio se vratiti u domovinu. 
Umro je u listopadu 2005. od zatajenja bubrega u bolnici u Johannesburgu, JAR. 